# Noyen-sur-Sarthe
 Noyen-sur-Sarthe  es una población y comuna francesa, situada en la región de Países del Loira, departamento de Sarthe, en el distrito de La Flèche y cantón de Malicorne-sur-Sarthe.

## Demografía
| 2230 | 2077 | 2010 | 2029 | 2192 | 2290 |
| Para los censos de 1962 a 1999 la población legal corresponde a la población sin duplicidades (Fuente: INSEE [Consultar]) |      |      |      |      |      |